# 田嶋要

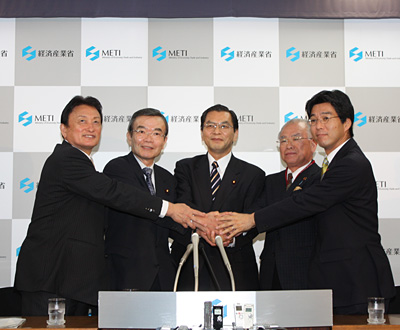
左から中山義活経産大臣政務官、池田元久同副大臣、大畠章宏同大臣、松下忠洋同副大臣、田嶋同大臣政務官（2010年9月21日、記者会見にて）

田嶋 要（たじま かなめ、1961年9月22日 - ）は、日本の政治家。立憲民主党所属の衆議院議員（8期）。民進党選挙対策委員長代理、民主党千葉県連代表、経済産業大臣政務官（菅直人第1次改造内閣・菅直人第2次改造内閣）を歴任した。NTT出身の情報労連組織内候補。

## 概説
愛知県名古屋市で生まれ。愛知県立旭丘高等学校、東京大学法学部卒業。大学在学中は陸上ホッケー部で活動し、卒業後はNTTに入社し、アメリカ合衆国ペンシルベニア大学ウォートン・スクール留学を経てMBAを取得した。大前研一が主宰する一新塾に第11期塾生として入塾。
2003年の第43回衆議院議員総選挙に民主党公認で千葉1区から立候補し、自由民主党前職で元法務大臣の臼井日出男を破り初当選した。
2005年の第44回衆議院議員総選挙で、臼井に敗れたが比例南関東ブロックで復活し2回目の当選となった。
2009年5月11日、小沢一郎が民主党代表辞任を表明。小沢の辞任に伴う代表選挙（5月16日実施）では岡田克也の推薦人に名を連ねた。同年8月の第45回衆議院議員総選挙で、臼井の長男で元千葉県議会議員の臼井正一を破り3回目の当選となった。11月に鳩山由紀夫内閣の行政刷新会議事業仕分け・第3ワーキンググループに参加した。
2010年9月に菅直人第1次改造内閣で経済産業大臣政務官に任命され、菅直人第2次改造内閣まで務める。政務官在職中の2011年6月に原子力災害現地対策本部長に就き、9月の菅内閣総辞職まで福島県福島市で除染対策、避難住民の一時帰宅オペレーションなどを担当した。9月に民主党政策調査会副会長、経済産業部門会議座長に就く。
2012年2月、民主党千葉県総支部連合会代表に就任。同年12月16日の第46回衆議院議員総選挙に民主党公認、国民新党推薦で千葉1区から立候補し、次点の自民党門山宏哲を6,987票差で破り4回目の当選となった。同年12月25日に行われた代表選挙では馬淵澄夫の推薦人に名を連ねた。
2014年12月14日の第47回衆議院議員総選挙で5回目の当選を果たす。この選挙で民主党代表の海江田万里が落選。海江田の辞任に伴い2015年1月18日に行われた代表選挙では、長妻昭の推薦人に名を連ねた。
2016年9月15日の民進党代表選挙では前原誠司の推薦人に名を連ねた。
2017年の第48回衆議院議員総選挙に希望の党から立候補し、小選挙区で自民党の門山宏哲に1357票差で敗れたが、比例南関東ブロックで復活して6回目の当選となった。同じ情報労連の組織内候補である宮城1区の岡本章子は、立憲民主党から立候補し、比例東北ブロックで復活当選を果たした。
2018年5月8日に民進党と希望の党が合併して国民民主党が結成されたが、参加せず無所属の会に参加した。
2019年1月15日、無所属の会から、無所属のまま「立憲民主党・無所属フォーラム」に入会した。情報労連は「憲法の原則をゆがめる憲法改正は許されない」、「情報労連は、憲法改正をタブー視するものではないが、先に述べた3点を基本に据えるとともに、次なる選挙では国会議員3分の2の改憲勢力をつくらぬよう取り組みを強化する。」としている。同年、立憲民主党・エネルギー調査会会長代行となる。
2020年9月15日、旧立憲民主党、旧国民民主党などが合流し、新「立憲民主党」が設立。田嶋も新党に参加。
2021年10月31日、第49回衆議院議員総選挙で門山を破り7選（門山は比例復活で当選）。枝野幸男代表の辞任に伴う代表選挙（11月30日実施）では小川淳也の推薦人に名を連ねた。
2022年9月13日、立憲民主党の次の内閣でネクスト経済産業大臣に就任した。
2024年10月27日、第50回衆議院議員総選挙で8選。

## 政策・主張

### 憲法
- 憲法改正について、2017年のアンケートでは「どちらかといえば賛成」と回答[17]。2021年のアンケートでは「どちらかといえば反対」と回答[18]。

- 憲法改正による一院制化に賛成[19]。

- 2014年7月1日、政府は従来の憲法解釈を変更し、集団的自衛権の行使を容認することを閣議で決定[20]。この閣議決定を評価するかとの問いに対し、同年の朝日新聞社のアンケートで「まったく評価しない」と回答[21]。集団的自衛権の行使に賛成かとの問いに対し、同年の毎日新聞社のアンケートで「賛成」と回答[22]。

- 自身が所属する凌雲会会長の前原誠司が主宰する防衛研究会に参加したが、自身のメールマガジンおよびブログで憲法解釈の変更による集団的自衛権の行使に反対の立場を示した[23][24][25]。

- 安保法制に賛成する希望の党に参画することを表明して「憲法は不磨の大典ではないのは自明ですから、憲法改正はあってしかるべき、そしてそのための改正論議も、憲法9条も含めて、幅広く進められるべきです。ただし、具体的な改正の中身は党内で今後主体的に議論をしていく事になります。たとえば、現時点で明らかになっている自民党案、即ち、9条第3項で自衛隊を明記する改正案は、憲法学者からも懸念の声が上がっており、解釈改憲によって部分的に認められてしまった集団的自衛権の行使との関係で、そうした改正がどんな効果をもたらすのかなど、憲法審査会などで慎重に検討する必要があると考えます。なお、個人的には、憲法改正は優先順位の高い政策課題とは考えていないことも付言いたします。」とブログに記し、憲法改正自体は否定していない[26]。

### 外交・安全保障
- 安全保障関連法の成立について、2017年のアンケートで「どちらかといえば評価しない」と回答[17]。

- 「他国からの攻撃が予想される場合には敵基地攻撃もためらうべきではない」との問題提起に対し、2021年のアンケートで「どちらかと言えば反対」と回答[18]。

- 「北朝鮮に対しては対話よりも圧力を優先すべきだ」との問題提起に対し、2017年のアンケートで「どちらかと言えば賛成」と回答[17]。2021年のアンケートで「どちらとも言えない」と回答[18]。

- 普天間基地の辺野古移設について、2021年のアンケートで「どちらかと言えば反対」と回答[18]。

- 日本による過去の植民地支配と侵略を認めて謝罪した「村山談話」の見直し論議について、2014年の毎日新聞社のアンケートで「見直すべきでない」と回答[22]。

- 従軍慰安婦に対する旧日本軍の関与を認めた「河野談話」の見直し論議について、2014年の毎日新聞社のアンケートで「見直すべきでない」と回答[22]。

- 第2次安倍内閣が2013年に提出した特定秘密保護法案は同年12月6日に可決成立した[27]。「こうした法律が日本に必要と思うか」との2014年の毎日新聞社のアンケートに対し、「必要でない」と回答[22]。

### ジェンダー
- 選択的夫婦別姓制度の導入について、2014年のアンケートでは「どちらとも言えない」と回答[28]。2017年のアンケートでは「どちらかといえば賛成」と回答[17]。2021年のアンケートでは「賛成」と回答[18]。2021年のNHKのアンケートでは回答しなかった[29]。

- 同性婚を可能とする法改正について、2017年、2021年のアンケートで「どちらかといえば賛成」と回答[17][29]。

- 「LGBTなど性的少数者をめぐる理解増進法案を早期に成立させるべきか」との問題提起に対し、2021年のアンケートで「賛成」と回答[18]。

- クオータ制の導入について、2021年のアンケートで「どちらかといえば賛成」と回答[29]。

### その他
- アベノミクスについて、2017年のアンケートで「評価しない」と回答[17]。

- 安倍内閣による森友学園問題・加計学園問題への対応について、2017年のアンケートで「評価しない」と回答[17]。

- 永住外国人への地方選挙権付与にどちらかと言えば賛成[30]。

- 「『道徳』を小中学校の授業で教え、子供を評価することに賛成か、反対か」との問いに対し、2014年の毎日新聞社のアンケートで「反対」と回答[22]。

- エネルギー政策を活動の軸の一つとしており、2012年に党エネルギー・環境調査会（前原誠司会長）で副会長を務め、民主党政権における「2030年代に原発稼働ゼロを可能とするよう、あらゆる政策資源を投入する」とした「革新的エネルギー・環境戦略」の下敷きとなる提言の立案に携わった。2014年現在は党エネルギー総合調査会（直嶋正行会長）において事務局長を務め、2030年代原発稼働ゼロという民主党政権時代の目標をベースに、（1）徹底的な省エネルギー（2）熱の徹底利用（3）再生可能エネルギー導入拡大（4）火力発電所の高効率化等を進めることを目指して関連法制度の抜本改正を行うとする中間報告をとりまとめた[31]。

- サマータイムの導入を主張[32]。

- 婚外子の相続における差別の撤廃に賛同し、戸籍の同表記の撤廃を主張している[33]。
- 福島第一原発のALPS処理水の海洋放出には否定的な考えで、「いわゆる「処理水」の中身は、事故起こしていない原発からの排水とは似て非なるもの」とTwitter（現X）に投稿した[34]。

## 支援団体
- 情報産業労働組合連合会及びNTT労働組合の組織内候補で、選挙支援を受けている。

## 政治資金
- NTT労働組合アピール21の組織内候補者に選出され[35]、資料費名目で3年間に750万円、2009年に別枠で1000万円、それぞれ寄付を受けている[36]。

## 所属団体・議員連盟
- 地熱発電普及推進議員連盟（事務局長）
- 超党派で再犯防止を進める議員連盟（幹事長代行）
- 有志議員による建設職人の安全・地位向上推進議員連盟（幹事）
- 人権外交を超党派で考える議員連盟 [37]

## 旧統一教会との関係
2004年、世界平和女性連合千葉第一支部が、田嶋主催の政治資金パーティー券（1万円）を購入。

## 選挙
| 当落 | 選挙                   | 執行日         | 年齢 | 選挙区      | 政党       | 得票数     | 得票率 | 定数 | 得票順位 /候補者数 | 政党内比例順位 /政党当選者数 |
| ---- | ---------------------- | -------------- | ---- | ----------- | ---------- | ---------- | ------ | ---- | ------------------ | ---------------------------- |
| 当   | 第43回衆議院議員総選挙 | 2003年11月09日 | 42   | 千葉県第1区 | 民主党     | 10万838票  | 43.86% | 1    | 1/3                | /                            |
| 比当 | 第44回衆議院議員総選挙 | 2005年09月11日 | 43   | 千葉県第1区 | 民主党     | 10万5459票 | 43.36% | 1    | 1/3                | 7/7                          |
| 当   | 第45回衆議院議員総選挙 | 2009年08月30日 | 47   | 千葉県第1区 | 民主党     | 14万2694票 | 56.69% | 1    | 1/4                | /                            |
| 当   | 第46回衆議院議員総選挙 | 2012年12月16日 | 51   | 千葉県第1区 | 民主党     | 7万6914票  | 33.20% | 1    | 1/4                | /                            |
| 当   | 第47回衆議院議員総選挙 | 2014年12月14日 | 53   | 千葉県第1区 | 民主党     | 8万4755票  | 41.10% | 1    | 1/3                | /                            |
| 比当 | 第48回衆議院議員総選挙 | 2017年10月22日 | 56   | 千葉県第1区 | 希望の党   | 8万1481票  | 40.03% | 1    | 2/4                | 1/4                          |
| 当   | 第49回衆議院議員総選挙 | 2021年10月31日 | 60   | 千葉県第1区 | 立憲民主党 | 12万8556票 | 56.27% | 1    | 1/2                | /                            |
| 当   | 第50回衆議院議員総選挙 | 2024年10月27日 | 63   | 千葉県第1区 | 立憲民主党 | 10万7439票 | 47.33% | 1    | 1/5                | /                            |